# گرچاتس
گرچاتس (به صربی: Grčac) یک منطقهٔ مسکونی در صربستان است که در اسمدرفسکا پلانکا واقع شده‌است. گرچاتس ۱٬۱۷۶ نفر جمعیت دارد.